# 早瀬龍江
早瀬 龍江（はやせ たつえ、1905年-1991年）は、北海道奥尻島出身の画家。福沢一郎絵画研究所に学んだ。夫は画家・白木正一。

## 主な作品
- 《絶望の果て》1930年代　板橋区立美術館蔵
- 《楽園》1939年（昭和14年）　富岡市立美術博物館・福沢一郎記念美術館蔵
- 《營》1940年（昭和15年）　郡山市立美術館蔵
- 《静物B》1941年（昭和16年）　板橋区立美術館蔵
- 《自嘲》1951年（昭和26年）　板橋区立美術館蔵
- 《非可逆的睡眠》1953年（昭和28年）　板橋区立美術館蔵
- 《絶望の人間》1958年（昭和33年）　郡山市立美術館蔵